# Hugo van den Broek
Hugo van den Broek (Heemskerk, 18 september 1976) is een Nederlandse langeafstandsloper uit Castricum, die zich heeft gespecialiseerd in de marathon.

## Biografie

### Start
Van den Broek begon op zesjarige leeftijd met voetbal en stapte op vijftienjarige leeftijd over op het hardlopen. Bij zijn debuut op de marathon werd hij gelijk tweede beste Nederlander met een tijd van 2:21.

### Beste tijd
In 2002 was Van den Broek de snelste Nederlander op de Tilburg Ten Miles in 48.08 en won hij Groet uit Schoorl Run (21,1 km). Hij finishte in 2003 als derde Nederlander op de marathon van Rotterdam en werd 22e op de marathon van Berlijn in 2:15.54. Zijn persoonlijk record liep hij in 2004 op de marathon van Amsterdam, waar hij als vijfde finishte in 2:12.08, nadat hij datzelfde jaar de marathon van Rotterdam had gelopen in 2:14.59. Hij zat hiermee acht seconden boven de limiet om deel te mogen nemen aan de wereldkampioenschappen van 2005 in Helsinki.

### Brons
Na een jaar van blessures werd Hugo van der Broek op de marathon tijdens de Europese kampioenschappen van 2006 in Göteborg 22e met een tijd van 2:17.25. Met zijn team, waar verder Luc Krotwaar, Kamiel Maase en Sander Schutgens deel van uitmaakten, won hij een bronzen medaille in het landenklassement.
Hij werkt bij de arbodienst en woont samen met zijn vriendin en marathonloopster Hilda Kibet, waarvan Lornah Kiplagat de tante is.

### Operatie
Het jaar 2007 stond voor Hugo van den Broek in het teken van operatief ingrijpen. De achillespeesklachten waarvan de marathonloper van AV Castricum en het Noord-Hollandse Team Distance Runners al jaren last ondervond, werden volgens onderzoek namelijk veroorzaakt door een uitstulping aan zijn hielbeen. Begin juli werd Van den Broek in Utrecht geopereerd door dr. Van den Hoeven, die eerder een succesvolle ingreep verrichtte bij collega-marathonloper Martin Lauret. Van den Broek werd door deze operatie maanden uitgeschakeld, maar toonde zich erna vooral opgelucht, aldus een persbericht van Team Distance Runners: "Ik ben erg opgelucht. De afgelopen jaren heb ik verre van optimaal kunnen trainen en op een gegeven moment wordt het plezier in het lopen daardoor een stuk minder. Zeker als je in die periode ook weinig tot niets presteert. Ik heb alleen van de zomer op het EK in Göteborg nog een behoorlijke marathon gelopen (22e in 2:17.25). Ik verwacht na de operatie weer met plezier te kunnen trainen en zal er alles aan doen om op topniveau terug te komen".

### 2010
Het vroege voorjaar van 2010 kenmerkte zich door enkele opeenvolgende verbeteringen van persoonlijke records op de halve marathon. Eerst in Schoorl en daarna in Venlo.

## Persoonlijke records
Baan
| Onderdeel | Prestatie | Datum            | Plaats   |
| --------- | --------- | ---------------- | -------- |
| 1500 m    | 3.53,69   | 22 mei 1999      | Duffel   |
| 3000 m    | 8.06,42   | 29 mei 2003      | Vught    |
| 5000 m    | 13.55,46  | 24 mei 2003      | Nijmegen |
| 10.000 m  | 29.43.99  | 16 augustus 2008 | Zaandam  |

Weg
| Onderdeel      | Prestatie | Datum            | Plaats    |
| -------------- | --------- | ---------------- | --------- |
| 10 km          | 28.51     | 31 augustus 2003 | Zevenaar  |
| 10 Eng. mijl   | 48.08     | 8 september 2002 | Tilburg   |
| halve marathon | 1:03.26   | 21 maart 2010    | Venlo     |
| marathon       | 2:12.08   | 17 oktober 2004  | Amsterdam |

## Palmares

### 5000 m
- 2001: 5e NK - 14.18,91
- 2003: 5e NK - 14.25,99

### 10 km
- 2000: 8e Parelloop - 30.19
- 2001: 13e Parelloop - 30.01
- 2004: 17e Parelloop - 30.11
- 2008: 16e NK in Schoorl - 30.59
- 2009: 12e Zwitserloot Dakrun - 29.32
- 2014: 10e Stadsloop Appingedam - 30.11

### 12 km
- 2010:  Zandvoort Circuit Run - 37.24[2]

### 15 km
- 2001: 16e Zevenheuvelenloop - 45.57,3
- 2006: 16e Montferland Run - 47.41
- 2008: 8e Montferland Run - 44.52
- 2011: 16e Montferland Run - 49.51

### 10 Eng. mijl
- 2001: 25e Dam tot Damloop - 50.17
- 2002: 15e Dam tot Damloop - 48.17
- 2002: 5e Tilburg Ten Miles - 48.08
- 2003: 8e Tilburg Ten Miles - 48.22
- 2003: 24e Dam tot Damloop - 51.03
- 2004: 17e Dam tot Damloop - 50.40
- 2009: 14e Dam tot Damloop - 48.21
- 2013: 22e Dam tot Damloop - 50.05

### halve marathon
- 1999: 22e Dam tot Damloop - 1:08.02
- 2001:  Groet uit Schoorl Run - 1:07.37
- 2002: 5e halve marathon van Egmond - 1:03.45
- 2002:  Groet uit Schoorl Run - 1:03.44
- 2002: 19e City-Pier-City Loop - 1:04.32
- 2003: 8e halve marathon van Egmond - 1:06.30
- 2004: 4e halve marathon van Egmond - 1:06.10
- 2005: 6e halve marathon van Egmond - 1:04.55
- 2006: 4e NK in Den Haag - 1:07.12 (19e overall)
- 2006: 6e halve marathon van Zwolle - 1:06.18
- 2007: 9e halve marathon van Egmond - 1:06.23
- 2009: 12e halve marathon van Egmond - 1:08.09
- 2009:  halve marathon van Utrecht - 1:05.44
- 2009: 5e halve marathon van Zwolle - 1:03.58
- 2010:  Groet uit Schoorl Run - 1:03.42
- 2010: 4e Venloop - 1:03.26
- 2013: 21e halve marathon van Egmond - 1:05.44
- 2014: 20e halve marathon van Egmond - 1:06.54
- 2017: 13e halve marathon van Zwolle ( M40) - 1:13.37

### marathon
- 2001:  NK in Rotterdam - 2:21.18 (27e overall)
- 2002:  NK in Rotterdam - 2:19.38 (18e overall)
- 2003:  NK in Rotterdam - 2:20.23 (19e overall)
- 2003: 22e marathon van Berlijn - 2:15.54
- 2004:  marathon van Rotterdam - 2:14.59 (18e overall)
- 2004: 5e marathon van Amsterdam - 2:12.08
- 2006: 22e EK in Göteborg - 2:17.25
- 2007: 4e NK in Rotterdam - 2:23.26 (17e overall)
- 2008: 14e marathon van Rotterdam - 2:13.51
- 2009:  NK in Amsterdam - 2:13.25 (15e overall)
- 2010: 14e EK in Barcelona - 2:22.06
- 2012: 10e marathon van Turijn - 2:24.44
- 2013: 21e marathon van Amsterdam - 2:18.02
- 2014: 12e marathon van Rotterdam - 2:15.31

### veldlopen
- 2002: 6e Sylvestercross - 36.31